# Гонолек гірський
Гонолек гірський (Laniarius poensis) — вид горобцеподібних птахів родини гладіаторових (Malaconotidae). Мешкає в Камеруні, Нігерії та Екваторіальній Гвінеї.

## Підвиди
Виділяють два підвиди:
- L. p. camerunensis Eisentraut, 1968 — поширений в Камеруні та Нігерії;
- L. p. poensis (Alexander, 1903) — поширений на острові Біоко.

## Поширення і екологія
Гірські гонолеки живуть в гірських тропічних лісах Камерунського нагір'я та в гірських тропічних лісах острова Біоко на висоті до 3000 м над рівнем моря.